# Ochrotrichia avis
Ochrotrichia avis is een schietmot uit de familie Hydroptilidae. De soort komt voor in het Neotropisch gebied.